# 조지 미켈

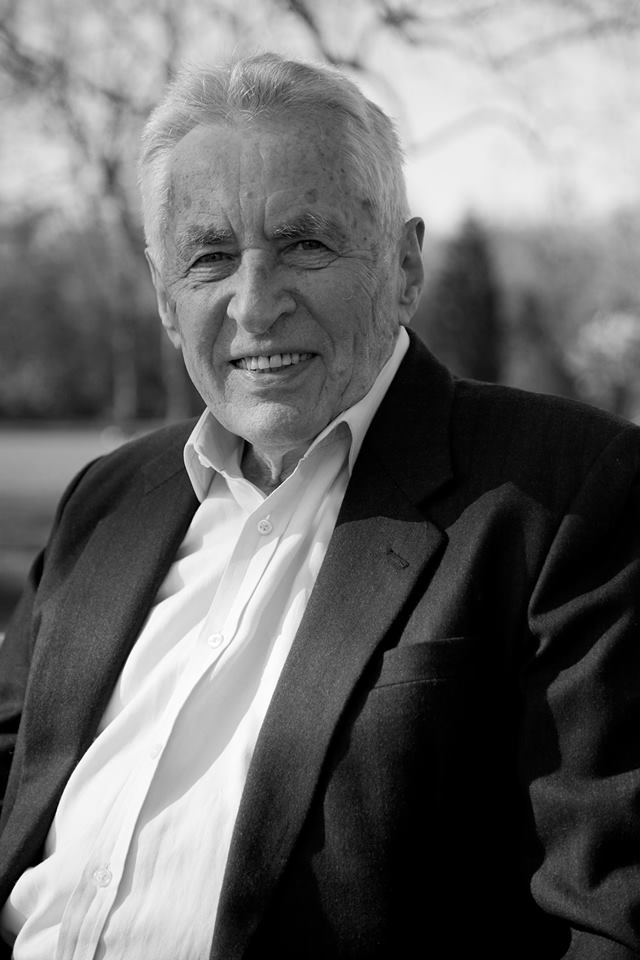

조지 미켈(George Mikell, 1929년 4월 4일 ~ 2020년 5월 12일)은 오스트레일리아의 작가, 배우, 각본가이다.
리투아니아에서 태어났으며 런던에서 사망하였다.

## 영화
- 전선의 여우 (1990, Night of the Fox)
- 바다의 늑대들 (1980년)
- 타마린드 씨드 (1974년)
- 태양 저편으로의 여행 (1969년)
- 더블 맨 (1967년)
- 003 비밀공작전 (1965년)
- 추운 곳에서 온 스파이 (1965년)
- V2 3인의 첩보전 (1965년)
- 비밀첩보원 (1964년)
- 대탈주 (1963년)
- 나바론 요새 (1961년)